# Коледж переробної та харчової промисловості ХНТУСГ ім. Петра Василенка
Харківський фаховий коледж харчової промисловості Харківського національного технічного університету сільського господарства імені Петра Василенка  — державний вищий навчальний заклад І рівня акредитації — структурний підрозділ Харківського національного технічного університету сільського господарства імені Петра Василенка, що розташований у Харкові.
Має бібліотеку, гуртожиток.

## Історія
Коледж засновано 1930 року як Харківський технологічний технікум молочно-масляної промисловості Народного комісаріату харчової промисловості СРСР, який готував техніків-технологів. У 1941 році технікум було перейменовано в Харківський технологічний технікум молочно-маслоробної промисловості. З 30 квітня 1945 року навчальний заклад отримав назву технікуму молочної промисловості. З 1947 року велася підготовка техніків-механіків і бухгалтерів. 1959 року було відкрито заочне відділення, що проводило підготовку техніків-технологів і техніків-механіків.
З 1997 року технікум є структурним підрозділом Харківського національного технічного університету сільського господарства імені Петра Василенка.
З 2006 року технікум став Коледжем переробної та харчової промисловості Харківського національного технічного університету сільського господарства імені Петра Василенка.
З 2020 року технікум став Харківським фаховим коледжем харчової промисловості Харківського національного технічного університету сільського господарства імені Петра Василенка.
1930 рік – почав функціонувати технологічний технікум молочно-масляної промисловості, який був розташований по вулиці Кузнечна,2.
1933 – 1941 рр. - технікум випускав техніків – технологів. Директор -Пухляков А.Т. (1934 - 1941рр.)
1941 рік – навчальний заклад перейменовано у Харківський технологічний технікум молочно – маслопереробної промисловості Народного комісаріату м'ясної і молочної промисловості УРСР.
1941 – 1943 рр. - у зв'язку з окупацією м. Харкова німецько - фашистськими загарбниками  технікум тимчасово припинив свою діяльність.
1943 р. – технікум перейшов у підпорядкування Міністерства м'ясної і молочної промисловості УРСР, був перейменований у Технікум молочної промисловості,а також змінив адресу – вул.Пушкінська,24
1947 р. – розпочато підготовку бухгалтерів (до 1966 року) та механіків.
1958 р. – технікум змінив адресу – вул. Барикадна, буд. № 51, де розташований  і сьогодні.
1959 р. – відкрито заочне відділення, воно готувало техніків – технологів та техніків - механіків  молочної промисловості (до 1996 року).
1948 - 1997 рр. - навчальний заклад очолювали Богомолов В.Я. (1948 – 1960рр.), Мельникова П.Я. (1960 – 1962 рр.), Лаврентьєв М.Д. (1962 – 1977рр. ), Лиманський П.І . (1977 – 1979 рр.), Кузнецова Т.І. (1979 – 1997 рр.) За ці роки були збудовані та прийняті в експлуатацію два гуртожитки, спортивна зала, добудований навчальний корпус.
1995р. - технікум  атестовано та акредитовано зі спеціальностей: «Експлуатація та ремонт обладнання харчових виробництв», «Виробництво молочних продуктів». Його віднесено до вищих навчальних закладів І рівня акредитації відповідно до рішення МАК від 30.05.1995р., протокол № 18 (наказ Міністерства освіти України від 14.06.1995 р. №175).
17.06.1997 р. – за наказом Міністерства сільського господарства та продовольства України «Про удосконалення мережі вищих сільськогосподарських навчальних закладів» № 190 Технікум молочної промисловості увійшов до складу Харківського державного технічного університету сільського господарства як структурний підрозділ (наказ ХДТУСГ № 01 - 0838 від 27.06.1997 р. «Про створення технікуму ХДТУСГ»).
1998 р. – навчальний заклад очолила Скрипка Лідія Іванівна. Технікум отримав ліцензію з підготовки спеціалістів зі спеціальності «Монтаж і експлуатація холодильно-компресорних і кріогенних установок».
2000 р. – перейменований у Технікум молочної промисловості ХДТУСГ (наказ ХДТУСГ № 01 - 0884 від 06.09.2000 р. і дозвіл № 18-2-2/ 343 від 10.08.2000 р. Міністерства аграрної політики України).
2000 р. – завершено роботу з переобладнання під навчальний корпус гуртожитку №1, що дало можливість отримати ліцензії з підготовки молодших спеціалістів ще за трьома спеціальностями, відновлено підготовку на заочному відділенні зі спеціальності «Експлуатація та ремонт обладнання харчових виробництв».
2002 р. – отримано ліцензію з підготовки спеціалістів зі спеціальності «Виробництво хліба, кондитерських, макаронних виробів та харчоконцентратів».
2003 р. – відновлено підготовку зі спеціальності «Бухгалтерський облік»; на заочному відділенні розпочато підготовку зі спеціальності «Монтаж і обслуговування холодильно-компресорних машин та установок»; отримано ліцензію з надання освітніх послуг у сфері професійно-технічної освіти за професіями пекар, сировар, лаборант хіміко-бактеріологічного аналізу, слюсар технологічного обладнання, монтажник холодильного устаткування. Отримано ліцензію для підготовки до вступу до вищих навчальних закладів громадян України.
2005 р. – Технікум молочної промисловості ХДТУСГ перейменований у Технікум молочної промисловості Харківського національного технічного університету сільського господарства імені Петра Василенка (наказ ХНТУСГ № 01-08/02 від 10.01 2005 року)
2005 р. – акредитовано  спеціальності «Виробництво молочних продуктів»; «Виробництво хліба, кондитерських, макаронних виробів та харчоконцентратів»; «Бухгалтерський облік» та ліцензовано спеціальність «Виробництво м'ясних продуктів», на відділенні  заочного навчання розпочато підготовку за спеціальністю «Бухгалтерський облік».
2006 р. – виведено з експлуатації вбудовану у підвальному приміщенні котельню, а технікум підключено до центральної тепломережі. Розпочато підготовку на заочному відділенні за спеціальністю «Виробництво хліба, кондитерських, макаронних виробів та харчоконцентратів»; акредитовано спеціальність «Експлуатація та ремонт обладнання харчових виробництв».
Наказом № 416 Міністерства аграрної політики України від 31 липня 2006 року та наказом №01 – 08/316 від 31 жовтня 2006 р. Харківського національного технічного університету сільського господарства імені Петра Василенка Технікум молочної промисловості ХНТУСГ перейменовано у Коледж переробної та харчової промисловості Харківського національного технічного університету сільського господарства імені Петра Василенка. Отримано ліцензію з надання освітніх послуг у сфері професійно-технічної освіти за професією машиніст холодильних установок.
2007 р. – акредитовано спеціальність «Монтаж і обслуговування холодильно-компресорних машин та установок».
2008 р. – коледж акредитовано за статусом вищого закладу освіти І рівня акредитації;         отримано ліцензію з надання освітніх послуг у сфері професійно-технічної освіти за професіями оператор комп’ютерного набору, формувальник ковбасних виробів.
2009 р. – відбувся перший випуск молодших спеціалістів зі спеціальності «Виробництво м’ясних продуктів».
2010 р. – акредитація спеціальностей: «Бухгалтерський облік», «Зберігання, консервування та переробка молока», «Виробництво хліба, кондитерських, макаронних виробів і харчоконцентратів».  
У цьому році святкується  80-річний ювілей коледжу.                                                                                                                                                      
2011 р. – акредитація спеціальності «Експлуатація та ремонт обладнання харчових виробництв».
Подовження ліцензії на підготовку робітничої професії оператор комп’ютерного набору.
Відкриття Центру практики , працевлаштування та кар’єрного росту.
2012 р. – акредитація спеціальності «Монтаж і обслуговування холодильно-компресорних машин та установок».
Подовження ліцензії на підготовку робітничої професії формувальник ковбасних виробів.
2013 р. – подовження ліцензії на підготовку до вступу у ВНЗ громадян України. Почали підготовку спеціалістів за спеціальністю «Виробництво харчової  продукції». Подовження ліцензії на підготовку робітничих професій лаборант хіміко-бактеріологічного аналізу, сировар, пекар, слюсар-ремонтник, монтажник устаткування холодильних установок, машиніст холодильних установок. Участь у Міжнародній виставці «Агро-2013». Нагородження колективу коледжу «Золотою медаллю» Міністерства аграрної політики та продовольства України в номінації  «За високий рівень і вагомий внесок у підготовку спеціалістів для переробної та харчової промисловості України».
2014 р. – акредитація спеціальностей «Зберігання, консервування та переробка молока», «Зберігання, консервування та переробка м’яса», «Виробництво хліба, кондитерських, макаронних виробів і харчоконцентратів».
2015 р. -  акредитація спеціальності «Бухгалтерський облік»
У цьому році коледж відсвяткував своє 85-річчя.
2017 р. - акредитовано спеціальність «Виробництво харчової продукції».
Наказом № 01-08/28 Харківського Національного технічного університету сільського господарства імені Петра Василенка від 30 січня 2020 року  Коледж переробної та харчової промисловості  ХНТУСГ перейменовано у Харківський фаховий коледж харчової промисловості Харківського національного технічного університету сільського господарства імені Петра Василенка.
Наказом № 1309 Міністерства освіти і науки  України від 23 жовтня   2020 року та наказом №01 – 08/3391 від 04 грудня  2020 р. Харківського національного технічного університету сільського господарства імені Петра Василенка Харківський фаховий коледж харчової промисловості ХНТУСГ перейменовано у Відокремлений структурний підрозділ «Харківський фаховий коледж   харчової промисловості Харківського національного технічного університету сільського господарства імені Петра Василенка».
У 2020 р. коледж відсвяткував своє 90-річчя.
У 2021 році   заклад освіти  очолила Бондаренко Ольга Михайлівна, спеціаліст вищої категорії. викладач – методист, Відмінник освіти України.
Минають роки, але для  нашого закладу освіти  основним завданням залишається підготовка висококваліфікованих фахівців для   харчової промисловості України.
Навчальний процес у коледжі спрямовано на виконання основного завдання щодо забезпечення загального розвитку студента, формування його інтелектуально-естетичних, духовно-творчих, моральних якостей, а також його професійного розвитку, що передбачає використання загальних та спеціальних знань для вирішення вузькопрофесійних проблем.
На рівень підготовки спеціалістів значною мірою впливає матеріально-технічна та навчально-методична база  закладу освіти . Загальна навчальна площа коледжу сьогодні складає 7982 м2, на якій розташовано 40 аудиторій, 15 лабораторій і майстерень. За останні   рок булі облаштовані  нові  сучасні аудиторії  і  лабораторії, що збільшило навчальну площу на 3602 м2.
Коледж має відповідне комп’ютерне забезпечення з вільним доступом до мережі Internet.  
Щороку близько 350 студентів проходять технологічну та переддипломну практики безпосередньо на сучасних підприємствах харчової та переробної промисловості: ПрАТ «Хладопром», Філія «Вімм-Білль-Данн Україна» - «Харківський молочний комбінат», ПрАТ «Харківський жировий комбінат», ЗАТ «Куп’янський молочноконсервний комбінат», Корпорація «Бісквіт - Шоколад», ТОВ «Хлібзавод «Салтівський», ТОВ «Вовчанський м’ясокомбінат», Українсько-Словенське підприємство «Хлібопекарський комплекс «Кулиничівський», ТОВ «Салтівський м’ясокомбінат», ТОВ «Балмолоко», СУІП ТОВ «Полюс ЛТД», ТОВ «Хлібозовод «Ново-Баварський», ТОВ «Техноком», ТОВ «КАМ», ПрАТ «Комплекс Безлюдівський м’ясокомбінат», ПП «Новожанівський м’ясокомбінат» та багато інших. Під час проходження практик студенти мають можливість закріпити теоретичні знання з обслуговування обладнання вітчизняного та імпортного виробництва. Ще однією формою практичної підготовки студентів коледжу є стажування в Болгарії, Польщі, Туреччині, де вони мають можливість ознайомитися з новітніми технологіями виробництва та ведення господарства.
Випускники коледжу продовжують навчання за ступеневою підготовкою у Державному біотехнологічному університеті, та інших вищих навчальних закладах міста.

## Структура, спеціальності
Діють відділення:
- технології молока;
- технології хліба;
- технології м'яса;
- механічне;
- холодильне;
- економічне;
- заочне;
- підготовче.

Коледж готує молодших спеціалістів за фахом:
- Бухгалтерський облік;
- Експлуатація та ремонт обладнання харчових виробництв;
- Монтаж і обслуговування холодильно-компресорних машин та установок;
- Виробництво хліба, кондитерських, макаронних виробів та харчоконцентратів;
- Виробництво м'ясних продуктів;
- Виробництво молочних продуктів.